# Lashkar-e-Taiba

Bandeira do grupo.

Lashkar-e-Taiba (em urdo: لشکرطیبہ, transl. laškar-ĕ ṯayyiba; lit. "Exército de Deus", traduzido como "Exército dos Justos" ou "Exército dos Puros"), também conhecido pelas transliterações Lashkar-i-Tayyaba, Lashkar-e-Tayyaba, Lashkar-e-Tayyiba, Lashkar-i-Taiba, Lashkar Taiba, ou pela sigla LeT, é um das organizações terroristas maiores e mais ativas da Ásia Meridional. Foi fundada por Hafiz Muhammad Saeed e Zafar Iqbal, na província de Kunar, no Afeganistão, e atualmente está sediada em Muridke, perto de Lahore, no Paquistão, onde opera diversos campos de treinamento na Caxemira administrada pelo Paquistão.
Membros do Lashkar-e-Taiba realizaram grandes ataques contra a Índia; seu objetivo é introduzir um Estado islâmico da Ásia Meridional e "liberar" os muçulmanos que vivem na Caxemira administrada pela Índia. Alguns membros dissidentes do grupo foram acusados de realizar ataques no Paquistão, especialmente em Karachi, para indicar sua oposição às políticas do ex-presidente Pervez Musharraf. A organização foi banida como organização terrorista pela própria Índia e Paquistão, além dos Estados Unidos, Reino Unido, União Europeia, Rússia e Áustralia. Oficiais dos serviços de inteligência americanos acreditam que a principal agência de inteligência paquistanesa, a Inter-Services Intelligence (ISI), ainda fornece auxílio e proteção a membros do LeT.